# Tajur Halang (Cijeruk)
Tajur Halang is een bestuurslaag in het regentschap Bogor van de provincie West-Java, Indonesië. Tajur Halang telt 6441 inwoners (volkstelling 2010).